# Амданг
Амданг (также мими, билтине, андангти и др.) — один из двух фурских языков, относящихся к нило-сахарской макросемье. Распространён главным образом в регионе Вади-Фера, на востоке Чада, а также в прилегающих районах чадских регионов Батха и Ваддай. Численность носителей по данным на 2000 год составляет 41 100 человек. Многие носители говорят также на чадском диалекте арабского.